# 1770-ті до н. е.

## Правителі
- Єгипет: правління фараонів XIII та XIV династій.
- Близько 1779 до н. е. — початок правління царя Марі Зімрі-Ліма.
- Вавилон: цар Хамурапі.
- До приблизно 1776 до н. е. великою аморейською державою в Межиріччі правив Шамші-Адад I. Його спадкував син і співправитель Ішме-Даган I.
- У царстві Ларса на півдні Межиріччя правив Рім-Сін.